# Lindigshof (Dermbach)
Lindigshof is een gehucht in de Duitse gemeente Dermbach in  Thüringen. De gemeente maakt deel uit van het Wartburgkreis.  Lindigshof is vernoemd naar een boerderij, de Lindigshof, die in 1884 werd gebouwd. Als deel van Lindenau werd het in 1957 samengevoegd met Dermbach.
Bernshausen · Brunnhartshausen · Dermbach · Diedorf · Föhlritz · Glattbach · Gehaus · Hartschwinden · Hohenwart · Lindenau · Lindigshof · Mebritz · Menzengraben · Neidhartshausen · Oberalba · Stadtlengsfeld · Steinberg · Unteralba · Urnshausen · Zella/Rhön